# Lambis lilikae
Lambis lilikae é uma espécie de molusco gastrópode marinho pertencente à família Strombidae. Foi classificada por Ricardo Villar em 2016, no texto "Description of a new species of Lambis from Palawan, Philippines (Gastropoda, Strombidae)"; publicado em Xenophora Taxonomy. 10: 25-30; com seu holótipo coletado nesta localidade descrita e pertencente ao Sudeste Asiático; mas também distribuída até as costas do mar da China Meridional.
Na última revisão do WoRMS (World Register of Marine Species), esta espécie é referida como Lambis lilikae Villar, 2016 [híbrido de L. sowerby x L. lambis].

## Histórico de coleta e descrição da concha
Lambis lilikae havia sido descrita em 2012, por Thach, como um híbrido entre Lambis lambis (Linnaeus, 1758), na cor do dorso e na estrutura de saliências da concha, e Lambis truncata ([Lightfoot], 1786) por seu tamanho avantajado e por suas longas digitações espiniformes. No ano de 2013, Ricardo Villar, na Espanha, descreve que a espécie pode ser um híbrido entre ambas, também; citando a subespécie L. truncata sowerbyi e analisando dois espécimes, com pouco mais de 20 centímetros de comprimento, e comentando que suas conchas são "mais espessas e pesadas do que a média de L. lambis". Uma das características, segundo ele, é que sua cor externa pode ser branca ou branco-cremosa com manchas em marrom; com o interior de sua abertura de coloração avermelhada ou alaranjada e com seu lábio externo e calo columelar de coloração marrom-acinzentada. Villar ainda cita diferenças entre estes espécimes e Lambis arachnoides Shikama, 1971, como a presença de apenas seis espinhos, mais longos do que em arachnoides.

## Etimologia delilikae
Ainda segundo Ricardo Villar, em sua descrição dos espécimes por ele comprados, "caso alguma publicação formal decida publicar esta descrição, gostaria de dar à nova espécie, ou forma, o nome de Lambis lilikae em homenagem à minha esposa, Lilik Villar".

## Habitat e hábitos
De acordo com Thach o seu habitat fica em recifes de coral, entre os 10 e 30 metros de profundidade, e sua distribuição é Binh Thuan, sendo "rara no Vietnã".